# Parawixia maldonado
Parawixia maldonado är en spindelart som beskrevs av Levi 1992. Parawixia maldonado ingår i släktet Parawixia och familjen hjulspindlar.
Artens utbredningsområde är Peru. Inga underarter finns listade i Catalogue of Life.